# Bánh tầm bì
Bánh tầm bì là đặc sản Rạch Giá, Kiên Giang. Ở đó cả xóm làm và bán bánh tằm người ta gọi thành xóm bánh tằm. Xóm thuộc phường Vĩnh Bảo.

## Thành phần nguyên liệu
Bánh tầm bì gồm các nguyên liệu chính như sau:
- Bột nếp và bột gạo.
- Da heo.
- Thịt nạc.
- Nước cốt dừa.
- Dưa leo, rau thơm, tỏi, ớt, chanh.
- Nước nắm.

## Cách làm
- Trước kia, bánh tầm được làm thủ công bằng tay nên còn được gọi là "bánh tầm se tay". Ngày nay người ta dùng bột được ép bằng khuôn để tiết kiệm thời gian nhưng vẫn giữ được vị ngon truyền thống của nó.[1]
- Thịt được ướp gia vị và chiên giòn, còn da heo thì luộc mềm và xắt lát mỏng. Thịt và da được xắt thành từng sợi mỏng và trộn chung với nhau cùng với thính gạo, thêm vào đó là tỏi tươi bầm nhuyễn, tỏi mỡ phi vàng, đường muối..
- Dừa lấy nước cốt và nước dảo dừa. Với nước dảo thì đun lửa riu riu thêm muối, đường pha, một ít bột gạo và nấu đến khi nào nó sánh lại, cuối cùng mới cho nước cốt dừa vào.
- Pha chế nước mắm tỏi ớt.